# 1500
Cette page concerne l'année 1500  du calendrier julien. Pour l'année 1500 av. J.-C., voir 1500 av. J.-C. Pour le nombre 1500, voir 1500 (nombre).
L'année 1500 est une année séculaire et une année bissextile qui commence un mercredi.

## Afrique
- Mohammed Touré de Songhaï prend Zaberma, Bagana et Dendi, où le fils du sonni Ali Ber, Sonni Baro s’est taillé un royaume[1].

## Asie
- Été : l’Ouzbek Muhammad Chaybani, petit-fils d’Abu'l-Khayr entre à Boukhara et à Samarkand[2].
- 21 octobre[3] : à la mort de l'empereur du Japon Go-Tsuchimikado, la maison impériale ruinée doit attendre quarante jours avant qu'une dotation permette de procéder à la cérémonie funéraire[4].
- 16 novembre[3] : début du règne de Go-Kashiwabara, empereur du Japon (fin en 1526). Il ne peut pas procéder à la cérémonie du sacre avant 1521[4].
- Novembre : Bâbur prend Samarkand d'où il est chassé par Muhammad Chaybani en mai 1501.

## Explorations européennes outremer et Amérique

### Explorations espagnoles
- 26 janvier, Brésil : le navigateur Vicente Yañez Pinzon touche terre au cabo de Santo Agostinho sur un site près de l'actuelle Recife, et remonte la côte vers le nord jusqu'à l'embouchure du fleuve Orénoque, mais conformément au traité de Tordesillas, tous ces territoires sont attribués au Portugal sans revendication de la part de l'Espagne[5].

### Christophe Colomb et les Caraïbes
- 23 août : à Hispaniola, Christophe Colomb est destitué et renvoyé en Espagne par Francisco de Bobadilla, arrivé le 23 août, chargé d’enquêter sur la situation à Haïti[6]. Il débarque à Cadix (25 novembre)[7] puis est reçu à Grenade le 17 décembre par les Rois Catholiques devant lesquels il se justifie[6].

### Explorations portugaises
- 9 mars : départ de l'escadre de Pedro Álvares Cabral du port de Lisbonne, à destination des Indes, avec treize vaisseaux et 1 200 hommes[8]. Il passe aux îles Canaries, puis aux îles du Cap-Vert.
- 22 avril, Brésil : Pedro Álvares Cabral, amiral portugais, profitant des alizés, débarque sur le site de Porto Seguro (au sud de l'actuelle Salvador de Bahia), prend possession du territoire au nom du Portugal et le baptise Terra da Vera Cruz (Terre de la Vraie croix)[8]. Il s'y établit en 1503. Parce que la végétation offrait quelques variétés de brésil, arbre connu aux Indes orientales pour la production de teinture rouge, on surnomme l’île de Santa Cruz « terre du Brésil ». Cabral poursuit sa route vers les Indes le 2 mai[9].
- 29 mai : l'explorateur Bartolomeu Dias fait naufrage au large du cap de Bonne-Espérance et disparaît[10].
- Juin : l'explorateur portugais Gaspar Corte-Real reconnaît la côte sud du Labrador qu'il baptise et redécouvre le Groenland[11].
- 16 juillet : les Portugais de Cabral atteignent les côtes de l'Afrique orientale. Ils établissent des comptoirs commerciaux (Mozambique, Kilwa et Malindi)[9].
- 10 août : le Portugais Diego Diaz, détourné par une tempête, découvre l'île de Madagascar[12].
- 13 septembre : Pedro Álvares Cabral arrive à Calicut en Inde[9]. Lors de pourparlers engagés à Calicut, il retient sur ses vaisseaux des notables en otage, en échange de Portugais restés à terre. Des interdits relatifs à la mer frappent les hindous. « Gentilshommes, ils ne peuvent ni manger ni boire sur ces navires. » Il leur est substitué des musulmans[13].
- 16 décembre : saccage du comptoir établi par Pedro Alvares Cabral à Calicut. Les Portugais bombardent le port en représailles puis appareillent pour Cochin[14]. Une partie de la flotte égyptienne est coulée en rade de Calicut[15].
- 24 décembre : Pedro Alvares Cabral arrive à Cochin, où il signe un traité pour le Portugal avec le rajah[14]. Les Portugais ouvrent un comptoir de commerce à Cochin (Kuchi Bandar) en Inde.

## Europe

### Deuxième guerre d'Italie
En 1499, Louis XII s'est emparé du duché de Milan au détriment de Ludovic Sforza (Ludovic le More) qui s'est réfugié au Tyrol.
- Janvier : Ludovic Sforza repart à la conquête du Milanais[16].
- 5 février : il reprend Milan[16].

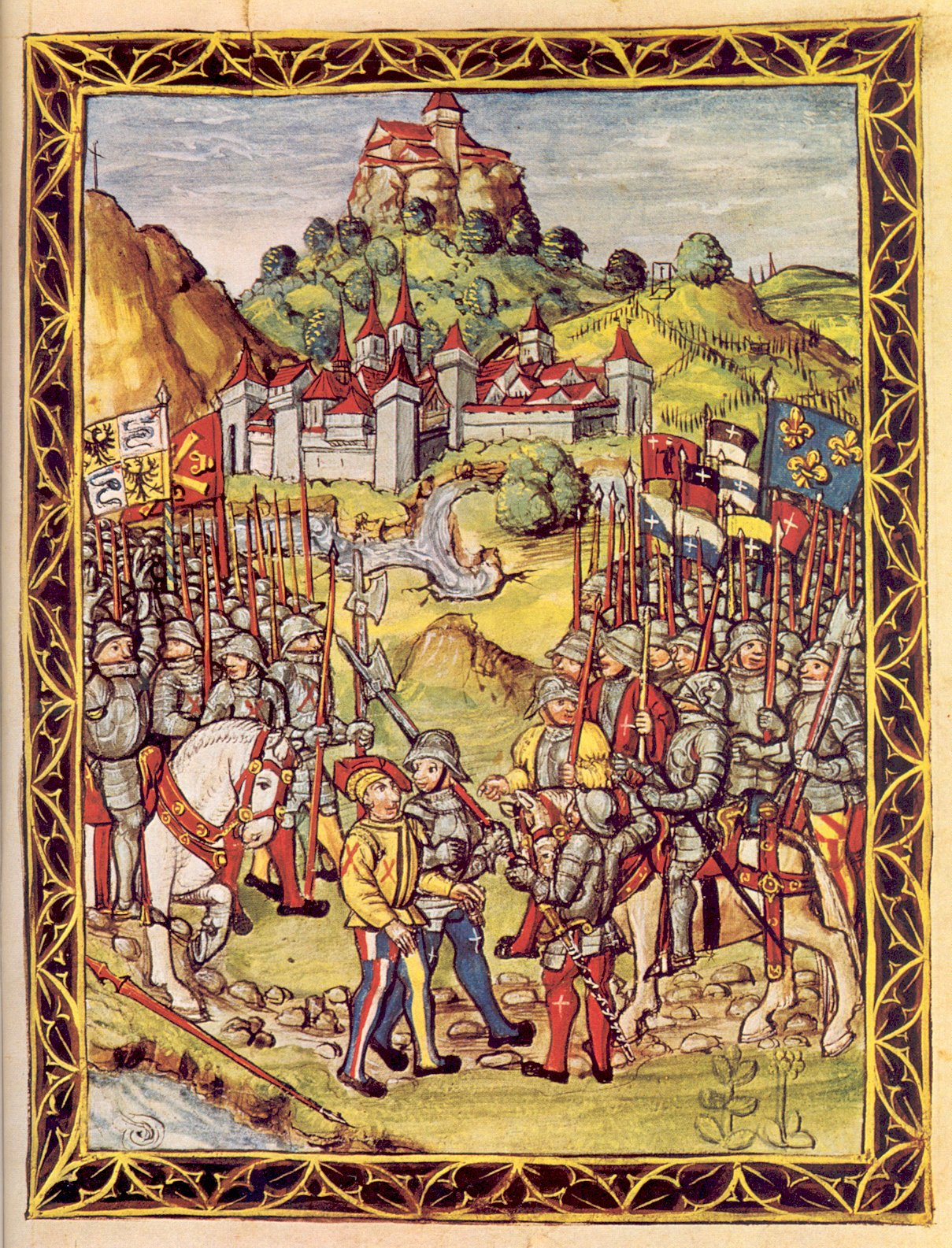
8 avril : capture de Ludovic Sforza à Novare

- 10 avril : Ludovic Sforza, trahi par ses mercenaires suisses, est battu par les Français à Novare et fait prisonnier[16]. Jacques de Trivulce le livre au roi de France, qui le fait emprisonner à Loches.
- sd : Louis XII nomme le cardinal Georges d'Amboise gouverneur de Milan, qui laisse vite ses pouvoirs à son neveu Chaumont d’Amboise[17].
- Georges d'Amboise renforce[pas clair] l’université de Pavie[18].
- 11 novembre : traité de Grenade entre Louis XII et Ferdinand II d'Aragon, qui envisagent de se partager le royaume de Naples[16].

### Angleterre (règne de Henri VII)
- 18 mai : les Anglais provoquent un rassemblement pour essayer de produire une carte plus précise du nord du Mexique.[pas clair]

### Saint-Empire (règne de Maximilien d'Autriche)
- 10 avril : Ouverture de la diète d'Empire à Augsbourg[19]. Elle tente de créer un exécutif fédéral (Reichsregiment) conformément au projet de l’électeur de Mayence, qui ne sera jamais exécuté.

### Danemark
- 17 février : bataille de Hemmingstedt. Les armées féodales du Danemark-Holstein sont battues par des paysans du Dithmarsse[20].

### Russie et guerre contre la Lituanie
- 14 juillet : Bataille de la Vedrocha[21]. Campagne d’Ivan III de Russie contre le grand-duché de Lituanie sous prétexte de vouloir faire respecter la foi orthodoxe de sa fille Hélène, épouse d’Alexandre Ier Jagellon (en 1503, Ivan III enlève à la Lituanie la rive droite du Dniepr).
- Ivan III de Russie hérite d’une partie du territoire de la principauté de Riazan et reçoit la tutelle sur le reste[22].

### Empire ottoman et guerre vénéto-ottomane
- 9 août : victoire des Ottomans sur la république de Venise à la bataille navale de Modon, qui est prise[23].

### Péninsule italienne (pontificat d'Alexandre VI): projet de croisade contre les Turcs
- 12 avril : année sainte à Rome. Le pape Alexandre VI fait publier le jubilé séculaire[24].
- 1er juin : le pape prêche une croisade contre les Turcs[25].
- 20 novembre : le pape étend l'indulgence plénière du jubilé à tous les chrétiens éloignés de Rome, les exemptant de l'obligation d'y aller, à condition qu'ils payent en compensation une somme pour financer la croisade[24].

## L'an 1500 dans les autres calendriers
- Calendrier grégorien : 1500 (MD)
- Ab Urbe condita : 2253
- Calendrier arménien : 949 (ԹՎ ՋԽԹ)
- Calendrier assyrien (en) : 6250
- Calendrier bengali : 907
- Calendrier berbère : 2450
- Calendrier bouddhiste : 2044
- Calendrier Birman (en) : 862
- Comput byzantin : 7008–7009
- Calendrier chinois : Cycle sexagésimal chinois : 年 (Terre - Mouton) : 4196 ou 4136  jusqu'à 庚申年 (Métal - Singe) : 4197 ou 4137
- Calendrier copte : 1216–1217
- Calendrier discordien : 2666
- Calendrier éthiopien : 1492–1493
- Calendrier hébraïque : 5260–5261
- Calendriers hindous : 
  - Vikram Samvat : 1556–1557
  - Calendrier national indien : 1422–1423
  - Kali Yuga : 4601–4602
- Calendrier holocène : 11500
- Calendrier Igbo (en) : 500–501
- Calendrier persan : 878–879
- Calendrier musulman : 905–906
- Calendrier japonais : Ère Meiō 9 (明応９年)
- Calendrier javanais (en) : 1417–1418
- Calendrier julien : 1500 MD
- Calendrier coréen : 3833
- Calendrier Minguo : 412 avant la République de Chine (民前412年)
- Calendrier Nanakshahi : 32
- Calendrier thaïlandais : 2042–2043